# Autostrada A38 (Franța)
Autostrada A38, sau A38, supranumită „La Côte-d'Orienne”, este o autostradă franceză, ramificație a A6, care se desprinde pe o distanță de aproximativ patruzeci de kilometri de la Pouilly-en-Auxois pentru a ajunge la Dijon.
Cu excepția rampei sale de acces către A6, concesionată companiei APRR, A38 nu este concesionată și utilizarea sa este gratuită. După ce a fost gestionată de Direcția Departamentală a Echipamentelor (DDE) din Côte-d'Or de la crearea sa până în 2005, apoi de DIR Centre-Est din 2006 până în 2023, secțiunea sa neconcesionată este, începând din 2024, administrată de Consiliul Departamental din Côte-d'Or.
Acest traseu a luat naștere în urma deciziei din 1964 de a face ca autostrada A6 să tranziteze pe la vest de Dijon. În perioada concesionării autostrăzilor, statul a promis orașului Dijon și departamentului Côte-d'Or construirea unui drum național gratuit care să se desprindă din A6 și să ajungă la capitala regiunii Bourgogne-Franche-Comté. Totuși, a fost nevoie să se aștepte până în 1968 pentru ca statul să se angajeze definitiv în construirea unei șosele rapide.
Majoritatea lucrărilor s-au desfășurat pe o perioadă de 7 ani, între 1968 și 1975. Relieful dificil a justificat darea în folosință pe tronsoane separate a noii infrastructuri, care avea o caracteristică remarcabilă pentru acea vreme: un nod rutier la aproximativ fiecare 4 kilometri. La Col de Sombernon, panta maximă atinge 6,25%. Statutul de autostradă a fost acordat în cele din urmă prin clasificare în 1977.
În 1988, A38 a fost prelungită până la D905, în Talant, unde se conectează și la LINO (centura de nord) începând din 2014. Totuși, inițial era prevăzut ca aceasta să ajungă în centrul orașului Dijon. Această prelungire, declarată de utilitate publică, nu a fost niciodată realizată.
Spre deosebire de ceea ce a indicat mult timp semnalizarea existentă, doar tronsonul inițial are statut de autostradă: tronsonul dintre Talant și Plombières-lès-Dijon nu a fost niciodată clasificat ca atare, neîndeplinind normele specifice autostrăzilor, dar a fost totuși integrat în A38 sub statutul de drum expres cu acces reglementat.

## Declarații de utilitate publică
Secțiuni aduse la standarde de autostradă
- 12.12.1977: Secțiunea Pouilly-en-Auxois - Plombières-lès-Dijon (A6 - ieșirea 33)[1], (preluată pe D16 și RN5).

Drumuri expres integrabile
- 06.12.1967: Secțiunea Pouilly-en-Auxois - Sombernon-Ouest (A6 - ieșirea 27) → (D16).
- 23.09.1968: Secțiunea Sombernon-Ouest - Sombernon-Sud (ieșirile 27 la 28) → (D16).
- 19.06.1969: Secțiunea Sombernon-Est - Plombières-lès-Dijon-Sud (ieșirile 29 la 33)[2] → (RN5).
- 24.12.1971: Secțiunea Sombernon-Sud - Sombernon-Est (ieșirile 28 la 29)[3] → (RN5).

Drumuri expres complementare
- 17.07.1974: Secțiunea Plombières-lès-Dijon-Sud - L'Ouche (ieșirea 33 - VC)[4], (declarație prelungită la 04.07.1979[5])[n 2].
- 11.02.1981: Secțiunea L'Ouche - Talant (VC - RD905)[6][n 2].

## Dare în exploatare
Secțiuni aduse la standarde de autostradă
- 1977: Secțiunea Pouilly-en-Auxois - Plombières-lès-Dijon (A6 - ieșirea 33), (preluată pe D16 și RN5).

Drumuri expres integrabile
- 24.10.1969: Secțiunea Pouilly-en-Auxois - Sombernon-Ouest (A6 - ieșirea 27), (prima cale) → (D16).
- 27.07.1970: Secțiunea Pouilly-en-Auxois - Sombernon-Ouest (A6 - ieșirea 27), (a doua cale) → (D16).
- 07.06.1971: Secțiunea Sombernon-Ouest - Sombernon-Sud (ieșirile 27 la 28), (prima cale) → (D16).
- 04.09.1972: Secțiunea Sombernon-Ouest - Sombernon-Sud (ieșirile 27 la 28), (a doua cale) → (D16).
- 13.12.1971: Secțiunea Fleurey-sur-Ouche - Velars-sur-Ouche (sfârșit provizoriu - sfârșit provizoriu) → (RN5).
- 20.11.1972: Secțiunea Sombernon-Est - Fleurey-sur-Ouche (ieșirea 29 - sfârșit provizoriu) → (RN5).
- 25.06.1973: Secțiunea Velars-sur-Ouche - Plombières-lès-Dijon-Sud (sfârșit provizoriu - ieșirea 33) → (RN5).
- 27.06.1975: Secțiunea Sombernon-Sud - Sombernon-Est (ieșirile 28 la 29) → (RN5).

Drumuri expres complementare
- 03.07.1987: Secțiunea Plombières-lès-Dijon-Sud - Talant (ieșirea 33 - RD905), (prima cale, intersecții la nivel)[n 2].
- 1988: Secțiunea Plombières-lès-Dijon-Sud - Talant (ieșirea 33 - RD905), (a doua cale, denivelarea intersecțiilor)[n 2].

Noduri rutiere
- 1988: Seminudul Lac Kir (ieșirea 34).
- 10.02.2014: Seminudul Lac Kir (ieșirea 34), (închiderea rampei către Lac Kir).

## Traseu
| De la A6 până la ieșirea 24: secțiune cu taxă, în sistem închis, concesionată companiei APRR.                                                     | |            |
| Intersecție | Nod rutier între A6 și A38: Lyon, Besançon; Paris, Auxerre.                                                           | A6 E15 E60 |
| A38 | |            |
| | Punctul de taxare Pouilly-en-Auxois.                                                                                  |            |
| 24 - Pouilly-en-Auxois | Orașe deservite: Autun, Nevers, Saulieu, Pouilly-en-Auxois.                                                           | RD981      |
| De la ieșirea 24 până la ieșirea 33: secțiune gratuită neconcesionată, administrată de Consiliul Departamental din Côte-d'Or.                     | |            |
| 25 - Beaume | Oraș deservit: Créancey (nod rutier parțial).                                                                         |            |
| 26 - Civry-en-Montagne | Orașe deservite: Semarey, Civry-en-Montagne.                                                                          |            |
| 27 - Aubigny-lès-Sombernon | Oraș deservit: Aubigny-lès-Sombernon.                                                                                 |            |
| 28 - Échannay | Oraș deservit: Sombernon (nod rutier parțial).                                                                        |            |
| 29 - Mesmont | Orașe deservite: Auxerre, Montbard, Sombernon (nod rutier parțial).                                                   |            |
| 30 - Pont-de-Pany | Oraș deservit: Sainte-Marie-sur-Ouche.                                                                                |            |
| | Pod peste Canalul Burgundiei.                                                                                         |            |
| 31 - Fleurey-sur-Ouche | Oraș deservit: Fleurey-sur-Ouche.                                                                                     |            |
| 32 - Fleurey-sur-Ouche | Orașe deservite: Corcelles-les-Monts, Velars-sur-Ouche.                                                               |            |
| | Limitare la 110 km/h (sens Paris > Dijon).                                                                            |            |
| 33 - Plombières-lès-Dijon | Oraș deservit: Plombières-lès-Dijon.                                                                                  |            |
| A38 | |            |
| De la ieșirea 33 până la M905: secțiune gratuită neconcesionată, cu statut de drum expres, administrată de Consiliul Departamental din Côte-d'Or. | |            |
| A38 | |            |
| 34 - Lac Kir | Oraș deservit: Lacul Kir (nod rutier parțial).                                                                        |            |
| | Pod peste Canalul Burgundiei și Râul Ouche.                                                                           |            |
| A38 | |            |
| \| \| M274 M905 \| | Orașe deservite: Dijon, Nancy, Troyes, Besançon, Lyon Orașe deservite: Plombières-lès-Dijon, Dijon-Centru, Dijon-Vest | M274 M905  |
| | M274 M905 |            |